# Craig Shakespeare
Pour les articles homonymes, voir Shakespeare (homonymie).
Craig Shakespeare, né le 26 octobre 1963 à Birmingham et mort le 1er août 2024, est un footballeur anglais, qui joue au poste de milieu de terrain avant de devenir entraîneur.